# Świerczyna (powiat pleszewski)
Świerczyna – wieś w Polsce położona w województwie wielkopolskim, w powiecie pleszewskim, w gminie Gizałki.
Wieś powstała jako olęderska na początku XIX w. (Swierczynka 1808, Swierczynskie Ollendry 1809, Holendry Świerczonka). W latach 1975–1998 miejscowość należała administracyjnie do województwa kaliskiego.
We wsi stoi kościół św. Antoniego Padewskiego z 1938.